# Калифорнийская сорока
Калифорнийская сорока (лат. Pica nuttalli) — птица семейства врановых. Видовой эпитет дан в честь английского орнитолога Томаса Наттолла (1786—1859).

## Описание
Несмотря на свой жёлтый клюв и жёлтое кольцо вокруг глаза она внешне очень похожа на родственный вид Pica hudsonia. Последние результаты исследования указывают на то, что оба этих вида имеют более близкую родственную связь друг с другом, чем с европейской сорокой (Pica pica).

## Распространение
Калифорнийская сорока распространена в Калифорнии. Там она живёт в Калифорнийской долине и на близлежащих холмах и горах. Птица предпочитает рощи с высокими деревьями вблизи рек и открытых площадей. Но она живёт также и в городах. 

## Питание
Калифорнийская сорока — это всеядная птица, которая питается главным образом насекомыми, особенно бабочками и кузнечиками, желудями, семенами и опавшими фруктами. Иногда ест падаль и мелких грызунов.

## Размножение
Пара птиц строит гнездо из веток и грязи на высокой ветке. Оно может располагаться на высоте до 14 метров над землей. Птицы гнездятся в небольших колониях или поодиночке. 
После спаривания самец охраняет самку от соперников, пока та не отложит первое яйцо, препятствуя тем самым повторному спариванию. В кладке 5—7 яиц, высиживание которой длится в течение 16—18 дней. Оба родителя кормят птенцов, в основном насекомыми, пока те через 30 дней не оперятся.

## Болезни
Эта птица чрезвычайно восприимчива к вирусу Западного Нила. В период с 2004 по 2006 годы от вируса погибла половина всей популяции вида. Поскольку птицы гнездятся около водоёмов, таких как реки, они часто подвержены укусам комаров.